# Les Nuits de la pampa
Pour plus de détails, voir Fiche technique et Distribution.
Les Nuits de la pampa (titre original : Under the Pampas Moon) est un film américain en noir et blanc, réalisé par James Tinling, sorti en 1935.

## Synopsis
Dans la pampa argentine, un avion de tourisme doit effectuer un atterrissage d'urgence. Parmi les passagers se trouvent la jolie chanteuse française Yvonne LaMarr, son manager et son fiancé. Après avoir atterri sans dommages, ils rencontrent Cesar Campo, un gaucho qui aime les femmes et les chevaux de course. Le fiancé d'Yvonne, homme sans scrupules, est tellement impressionné par le cheval de César qu'il s'arrange pour le faire voler afin de participer à une course sous un faux nom. Cesar les poursuit à Buenos Aires...

## Fiche technique
- Titre français : Les Nuits de la pampa
- Titre original : Under the Pampas Moon
- Réalisation : James Tinling
- Scénario : Ernest Pascal et Bradley King d'après une histoire de Gordon Morris
- Dialogues : Henry Jackson
- Photographie : Chester A. Lyons
- Montage : Alfred DeGaetano
- Musique : Cyril J. Mockridge, Peter Brunelli (musique additionnelle)
- Directeur musical : Arthur Lange
- Chorégraphe : Jack Donohue
- Costumes : René Hubert
- Producteur : Buddy G. DeSylva
- Société de production : Fox Film Corporation
- Pays de production : États-Unis
- Langue : anglais
- Format : Noir et blanc - Son : Mono
- Genre : Western, Film romantique
- Durée : 78 min
- Date de sortie : 
  - États-Unis : 1er juin 1935
  - France : 30 août 1935

## Distribution
- Warner Baxter : Cesar Campo
- Ketti Gallian : Yvonne LaMarr
- J. Carrol Naish : Tito
- John Miljan : Graham Scott
- Armida : Rosa
- Ann Codee : Madame LaMarr
- Jack La Rue : Bazan
- George Irving : Don Bennett
- Rita Hayworth (sous le nom de Rita Cansino) : Carmen
- Chris-Pin Martin : Pietro
- Arthur Stone : le père de Rosa
- Soledad Jiménez : la mère de Campo
- Lita Chevret